# Mirador del Estrecho

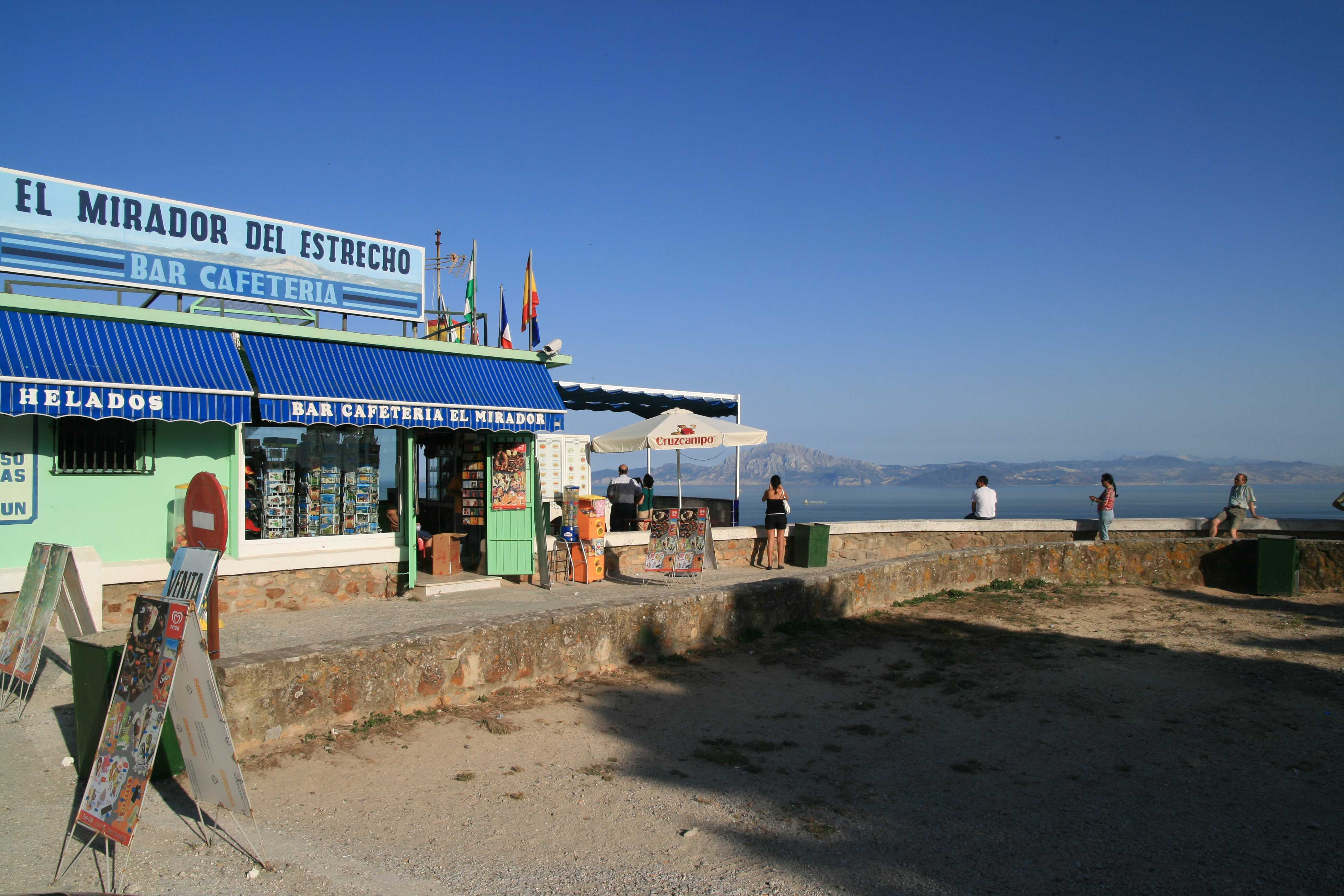
Der Laden mit der Terrasse, im Hintergrund der Berg Abyle

Der Mirador del Estrecho [miɾaˈðoɾ del esˈtɾetʃo] (spanisch für „Aussichtspunkt der Meerenge“) ist ein auf etwa 300 m Höhe an der Straße von Gibraltar (spanisch Estrecho de Gibraltar) gelegener Aussichtspunkt in der Provinz Cádiz in Südspanien. Er befindet sich etwa 6 Kilometer nordöstlich von Tarifa an der Nationalstraße 340 nach Algeciras.
Der Aussichtspunkt erlaubt eine außergewöhnliche Sicht über die Straße von Gibraltar. Hier befinden sich ein Café, ein Parkplatz sowie einige Fernrohre. Die Entfernung zwischen dem europäischen und dem afrikanischen Kontinent beträgt an dieser Stelle nur knapp 15 Kilometer. An klaren Tagen reicht der Blick im Osten bis nach Ceuta und im Westen bis Tanger.

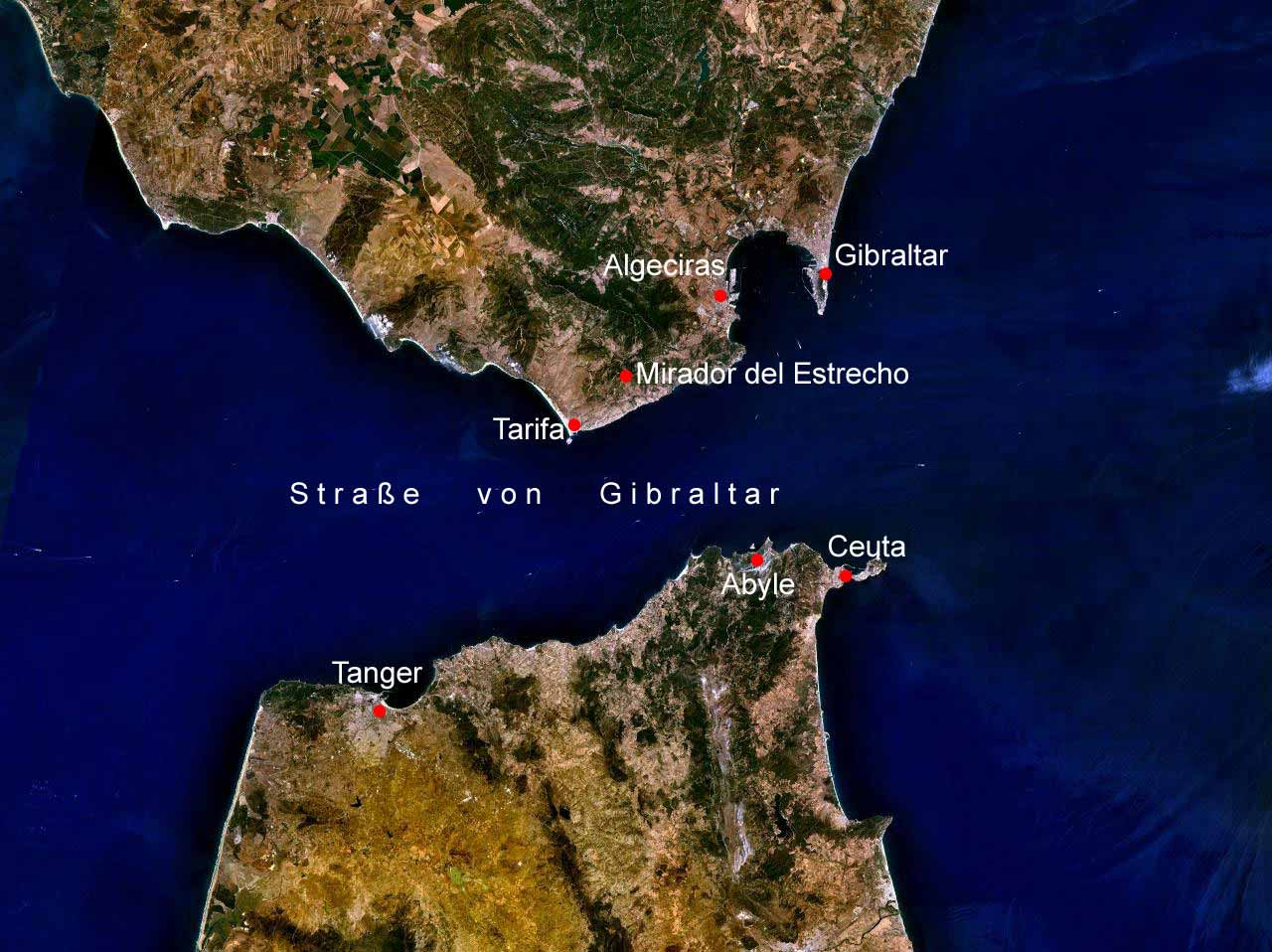
Satellitenbild

Koordinaten: 36° 3′ 13,7″ N, 5° 33′ 1,2″ W